# برگ برنده
برگ برنده فیلمی به کارگردانی سیروس الوند، نویسندگی خشایار الوند و تهیه‌کنندگی رسول صدرعاملی و سیروس الوند محصول ۱۳۸۲ است.

## خلاصه داستان
آرمان سیرتی، مدیر یک آژانس مسافرتی، در پی یک کلاهبرداری کلان قصد خروج از کشور را دارد، اما تصادف ناگهانی او با یک دختر گل‌فروش، برنامه‌هایش را به هم می‌ریزد. آرمان، دختر را به بیمارستان می‌رساند و خودش بازداشت می‌شود. روز بعد در حالی که به نظر می‌رسد دختر حافظه‌اش را از دست داده به هوش می‌آید و آرمان به قید وثیقه در حالی آزاد می‌شود که تا نگرفتن رضایت دختر حق خروج از کشور را هم ندارد. آسیه، خواهر آرمان، دختر را به خانهٔ خودش می‌برد و با چاپ عکس دختر در روزنامه‌ها می‌کوشند هویت او را بفهمند. فردی که آگهی را دیده با آرمان تماس می‌گیرد و اعلام می‌کند که قبلاً با همین دختر تصادف کرده و مشخص می‌شود که تصادف رخ داده یکی از شگردهای دختر و همدستش، مردی به نام کمال، برای سرکیسه کردن آدم‌هاست. آرمان که متوجه شده فراموشی دختر نیز نقشه است، تلاش می‌کند با پرداخت مبلغ اندکی رضایت او را بگیرد. اما دخترک که برکت نام دارد و در این مدت پی به شرایط آرمان برده، تقاضای پنج میلیون تومان می‌کند. آرمان که تمام سرمایه‌اش را به خارج از کشور منتقل کرده، زیر فشار قرار می‌گیرد که با برکت ازدواج کند و پس از خروج از کشور، در دوبی مبلغ مورد نظر را به عنوان مهریه به او بپردازد. کمال نیز که خود دلباختهٔ برکت است و احساس می‌کند که دختر به او نارو زده، مبلغی را با تهدید از آرمان می‌گیرد و کاری می‌کند تا برکت به عنوان همسر آرمان دستگیر شود. آرمان هم که در این فاصله به برکت علاقه‌مند شده، برای نجات او از زندان، خودش را معرفی می‌کند.

## بازیگران
| بازیگر           | نقش            |
| ---------------- | -------------- |
| فریبرز عرب‌نیا    | آرمان          |
| باران کوثری      | برکت           |
| آتیلا پسیانی     | کمال معرفت     |
| مهرانه مهین‌ترابی | آسیه           |
| سعید پیردوست     | بابا ولی       |
| محسن قاضی مرادی  | جلیل           |
| آرزو ملک         | پاکدل          |
| علی‌اصغر طبسی     | سرهنگ          |
| محمود اردلان     | افسر آگاهی     |
| سعید قره‌خانلو    | حسن ساقی       |
| مسعود میرنقیبی   | تقی مشهدی      |
| اکبر قدمی        | رئیس بیمارستان |
| مهدی امینی‌خواه   | سروان          |
| مختار سائقی      | حاجی فیروز     |
| رحمان حسینی      | عمو رحمان      |
| آرین ایمانی      | مجید           |
| درسا غفوریان     | بهجت           |
| کاوه کاویان      | پزشک           |
| سیامک اشعریون    | مال‌باخته       |
| مهران معافی      | خریدار اتومبیل |
| لادن سلیمانی     | کارمند آژانس   |
| عالیه بیننده     | سرپرستار       |
| بی‌تا پرورنده     | پرستار         |
| گلنوش سلیمانی    | پرستار         |
| بهرام گوهری      | عکاس آتلیه     |
| محمدحسن خادمی    | عاقد           |
| معصومه تقی‌پور    |                |
| مهدی میامی       |                |